# Guo Yujie
Pour les articles homonymes, voir Guo.
Guo Yujie (en chinois : 郭玉洁), née le 16 mars 2004 à Zhangjiakou, est une biathlète handisport chinoise concourant en LW8 pour les athlètes pouvant tenir debout. Elle remporte un titre paralympique en biathlon en 2022.

## Carrière
Le 3 mars 2022, elle est nommée en tant que porte-drapeau de la Chine aux Jeux paralympiques d'hiver de 2022 avec Wang Zhidong. Lors du premier jour des Jeux, elle remporte un titre paralympique en biathlon sur le sprint debout.

## Palmarès

### Jeux paralympiques
| Épreuve / Édition | 6 km debout | 10 km debout | 12,5 km debout |
| ----------------- | ----------- | ------------ | -------------- |
| JP 2022 Pékin     | Or          |              |                |